# M. Butterfly (película)
M. Butterfly es una película estadounidense dirigida por David Cronenberg y estrenada el 1 de octubre de 1993. Se basa en la obra de teatro homónima de David Henry Hwang, a su vez basada en la historia real del diplomático francés Bernard Boursicot y el espía chino Shi Pei Pu. Hwang también se desempeñó como guionista del filme. Fue protagonizada por Jeremy Irons, John Lone, Ian Richardson, Barbara Sukowa y Annabel Leventon.

## Argumento
La película comienza en los años 60 en China, cuando René Gallimard (Jeremy Irons), un diplomático francés, llega a la embajada francesa en Pekín. Gallimard comienza a asistir recurrentemente a la ópera china, donde se enamora de la cantante Song Li-ling (John Lone) que ve actuar en el escenario. Ignora, sin embargo, que en la ópera china las mujeres tienen prohibido actuar, y encuentra en Song la manifestación más perfecta de una mujer sin saber que en realidad es un hombre. Mientras su relación se desarrolla, el gobierno chino ordena a Song que sirva como espía. Finalmente, Gallimard traiciona a su país, siendo posteriormente enjuiciado y condenado a prisión. En ese momento se da cuenta de que la mujer de su vida nunca existió y ha vivido una mentira.

## Reparto
- Jeremy Irons como René Gallimard
- John Lone como Song Li-ling
- Ian Richardson como Embajador Toulon
- Barbara Sukowa como Jeanne Gallimard
- Annabel Leventon como Frau Baden
- Shizuko Hoshi como Camarada Chin
- Vernon Dobtcheff como Agente Entacelin

## Premios

#### Sant Jordi Awards
| Año  | Categoría              | Candidato    | Resultado |
| ---- | ---------------------- | ------------ | --------- |
| 1994 | Mejor actor extranjero | Jeremy Irons | Ganador   |